# Oregon (Ohio)
Oregon é uma cidade localizada no estado norte-americano de Ohio, no Condado de Lucas.

## Demografia
Segundo o censo norte-americano de 2000, a sua população era de 19.355 habitantes.
Em 2006, foi estimada uma população de 19.110, um decréscimo de 245 (-1.3%).

## Geografia
De acordo com o United States Census Bureau tem uma área de
98,7 km², dos quais 76,1 km² cobertos por terra e 22,6 km² cobertos por água. Oregon localiza-se a aproximadamente 182 m acima do nível do mar.

## Localidades na vizinhança
O diagrama seguinte representa as localidades num raio de 12 km ao redor de Oregon.